# Guerre polono-teutonique (1431–1435)
Ne doit pas être confondu avec Guerre polono-teutonique (1326-1332) ou Guerre polono-teutonique (1519-1521).
Batailles
La guerre polono-teutonique est un conflit armé qui a opposé entre 1431 et 1435 le royaume de Pologne aux chevaliers teutoniques. Elle s'est terminée par la paix de Brześć Kujawski (paix de Brest) et est considérée comme une victoire de la Pologne.

## Hostilités
La guerre éclate après que le grand maître teutonique Paul von Rusdorf eut signé le traité de Christmemel, créant une alliance avec Švitrigaila, qui menait une guerre civile contre son frère le roi polonais Ladislas II Jagellon (Władysław Jagiełło) pour le trône du grand-duché de Lituanie.
En 1431, alors que les principales forces polonaises sont engagées à Loutsk en Volhynie, les chevaliers teutoniques envahissent la Pologne. Ne trouvant que peu d’opposition, les chevaliers ravagent la région de Dobrzyń, prennent la ville de Nieszawa et tentent de se déplacer vers les régions de Cujavie (Kuyavia) et de Krajna (de). Cependant, l'armée teutonique est vaincue le 13 septembre 1431 lors de la bataille de Dąbki, près de Nakel (Nakło nad Notecią). En septembre, une trêve de deux ans est signée entre la Pologne, la Lituanie et les chevaliers teutoniques à Staryi Chortoryisk (en).

## Invasion hussite de la Prusse

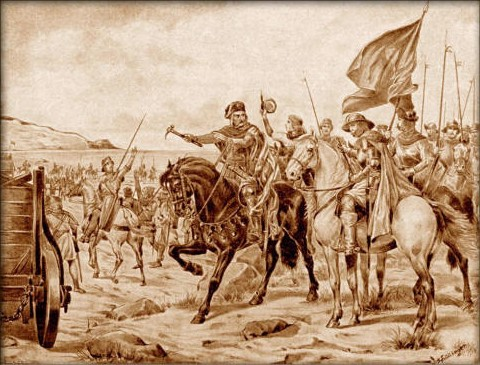
Peinture d' représentant des guerriers hussites.

En juin 1433, la Pologne s'allie aux hussites tchèques pour empêcher l'Ordre teutonique d'envoyer un soutien secret à Švitrigaila via sa branche de Livonie,. Les chevaliers teutoniques avaient soutenu le pape et l'empereur des Romains Sigismond contre les hérétiques hussites pendant les guerres hussites. Les forces tchèques commandées par Jan Čapek de Sány obtiennent un passage en toute sécurité à travers la Pologne pour leur dernière et plus grande « belle chevauchée »,. Les Polonais sont également soutenus par le duc de Poméranie Bogusław IX du duché de Słupsk, et par les Moldaves, dont le dirigeant Iliaş a été remplacé par le plus pro-polonais Étienne II. Pendant quatre mois, l'armée hussite, y compris les forces dirigées par Feodor Ostrogski, ravage les territoires teutoniques du Neumark, de Poméranie et de l'ouest de la Prusse. Ils assiègent d'abord sans succès Konitz (Chojnice) pendant six semaines, puis se portent plus au nord à Schwetz (Świecie) et Danzig (Gdańsk). Ils capturent plusieurs villes et châteaux, dont Dirschau (Tczew) sur la Vistule (29 août 1433),. Malgré l'échec de leur siège de Dantzig, les Hussites atteignent la mer Baltique près d'Oliwa au début du mois de septembre et célèbrent leur « belle chevauchée » en remplissant symboliquement leurs bouteilles d'eau de mer. De retour au sud via Starogard Gdański, l'expédition occupe un château dans la colonie frontalière de Nowy Jasiniec.

## Négociation et conclusion de la paix
Le 13 septembre 1433, une trêve est signée à Jasiniec en vigueur jusqu'à Noël. Les négociations polono-teutoniques se sont poursuivies à Brześć Kujawski, et les négociations hussites-catholiques se sont poursuivies au concile de Florence et à la Diète tchèque à Prague. L'invasion de Neumark et de la Poméranie menée par les Polonais s'est avérée un succès, coupant l'Ordre Teutonique du soutien du Saint Empire Romain et convainquant l'Ordre de signer un traité avec les Polonais. Alors que les dirigeants de l'Ordre sont prêts à se battre, les citoyens de Prusse exigent la fin immédiate de la guerre,. Les Polonais posent plusieurs conditions : la fin des appels des Chevaliers à l'empereur, au pape ou au Conseil de Florence pour le règlement des différends, la reddition de Nieszawa et la fin de leur alliance avec Švitrigaila. Les Chevaliers rejettent ces conditions et les Polonais menacent d'une nouvelle invasion. Enfin, le 15 décembre 1433, la trêve de douze ans de Łęczyca est signée entre les Polonais et l'Ordre à Łęczyca (ce qui conduit certains historiens polonais à diviser cette guerre polono-teutonique en deux guerres : 1431–1433 et 1435). Les chevaliers Teutoniques acceptent d'autres demandes polonaises,, y compris que l'Ordre cesse son soutien à Švitrigaila ; de plus, chaque partie contrôlerait les territoires qu'elle occupait jusqu'à ce qu'une paix soit signée (uti possidetis), et aucune partie ne chercherait la médiation de puissances étrangères afin de modifier cette trêve,. Cela marqua la fin de la guerre sur le sol polonais ; la lutte sur les terres lituaniennes se poursuivit pendant encore deux ans car la trêve avec la Pologne ne s'étendait pas à l'ordre de Livonie.
L'alliance de Ladislas Jagellon avec les hérétiques endommagea sa réputation. En 1433, cependant, il avait regagné la faveur de l'Église, en particulier depuis que Švitrigaila s'était allié avec les Tatars islamiques. Ladislas reçoit la dîme de l'Église (qui s'attendait à ce qu'il combatte les Tatars et les Hussites), et ses représentants sont invités à être entendus devant le concile œcuménique de Florence.

## Bataille décisive
Quand Ladislas II meurt en mai 1434, l'Ordre reprend son soutien à Švitrigaila, qui rallia ses partisans, y compris les chevaliers de l'Ordre de Livonie, les ducs orthodoxes et son neveu Sigismond Korybutovic, un distingué commandant militaire des Hussites. La bataille finale de Pabaiskas a lieu en septembre 1435 près d'Ukmergė (Vilkomir, Wiłkomierz), au nord-ouest de Vilnius. On estime qu'elle a impliqué 30 000 hommes des deux côtés. L'armée de Švitrigaila, dirigée par Sigismond Korybutovic, est divisée par l'armée attaquante polono-lituanienne, dirigée par Michael Žygimantaitis, et complètement vaincue. L'Ordre de Livonie subit une grande défaite, parfois comparée à celle qui avait été infligée aux chevaliers teutoniques à Grunwald en 1410,. Le 31 décembre 1435, les chevaliers teutoniques signent un traité de paix à Brześć Kujawski. Ils acceptent de cesser de soutenir Švitrigaila et, à l'avenir, de ne soutenir que les grands-ducs qui avaient été correctement élus conjointement par la Pologne et la Lituanie. Le traité ne modifie pas les frontières qui avaient été fixées par le traité de Melno en 1422. Les ordres teutonique et livonien n'interfèrent désormais plus dans les affaires polono-lituaniennes ; au lieu de cela, la Pologne et la Lituanie s'impliquent dans la guerre de Treize Ans, la guerre civile qui déchira la Prusse en deux entre 1454 et 1466.